# Szczelina w Panieńskich Skałach
Szczelina w Panieńskich Skałach, Schronisko w Panieńskich Skałach – schronisko w Panieńskich Skałach w Wolskim Dole w Lesie Wolskim w Krakowie. Pod względem geograficznym znajduje się w mezoregionie Pomost Krakowski, będącym częścią makroregionu Bramy Krakowskiej.

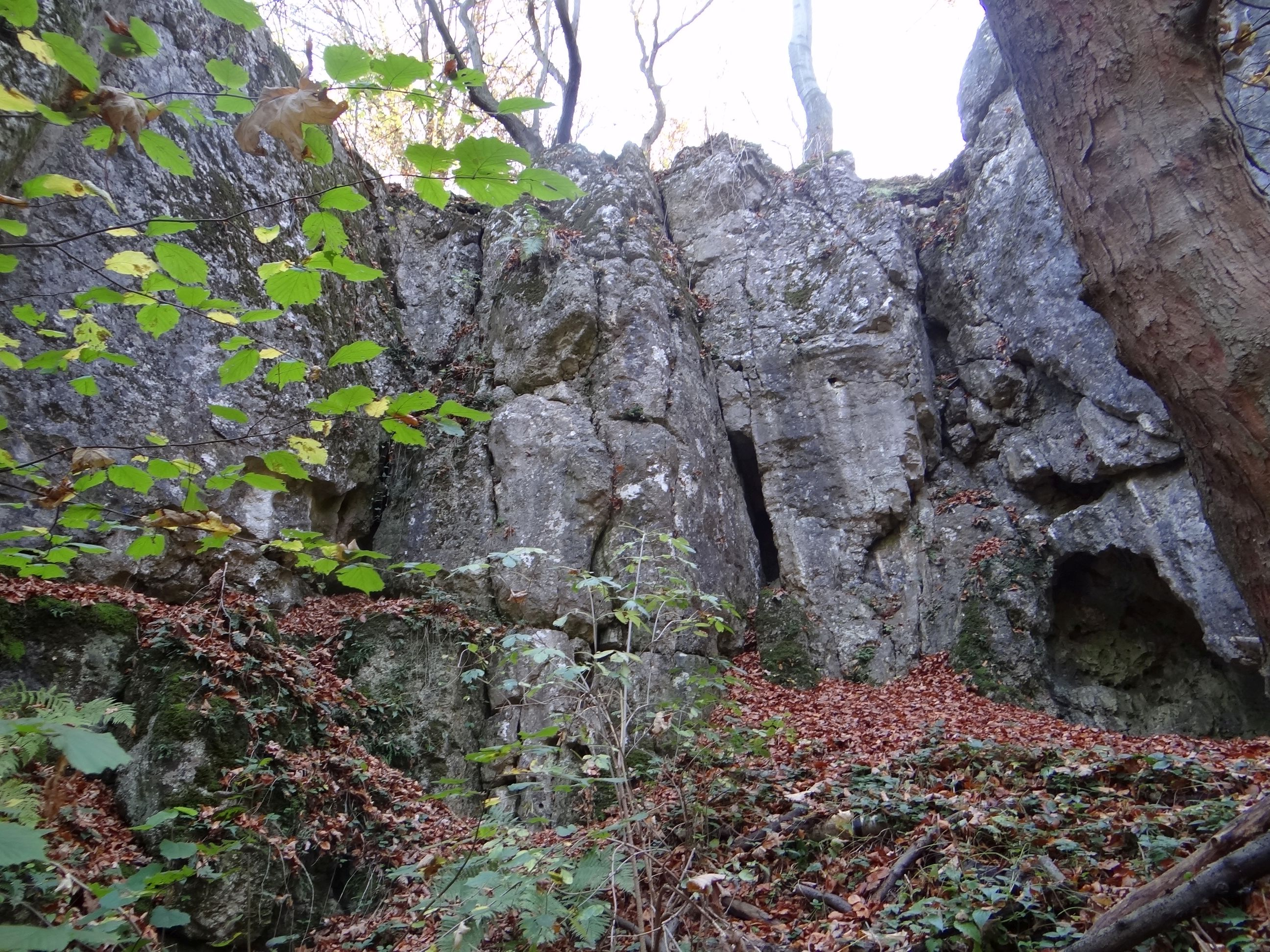
Na środku pionowa Szczelina w Panieńskich Skałach, po prawej, u podstawy skały Wnęka w Panieńskich Skałach

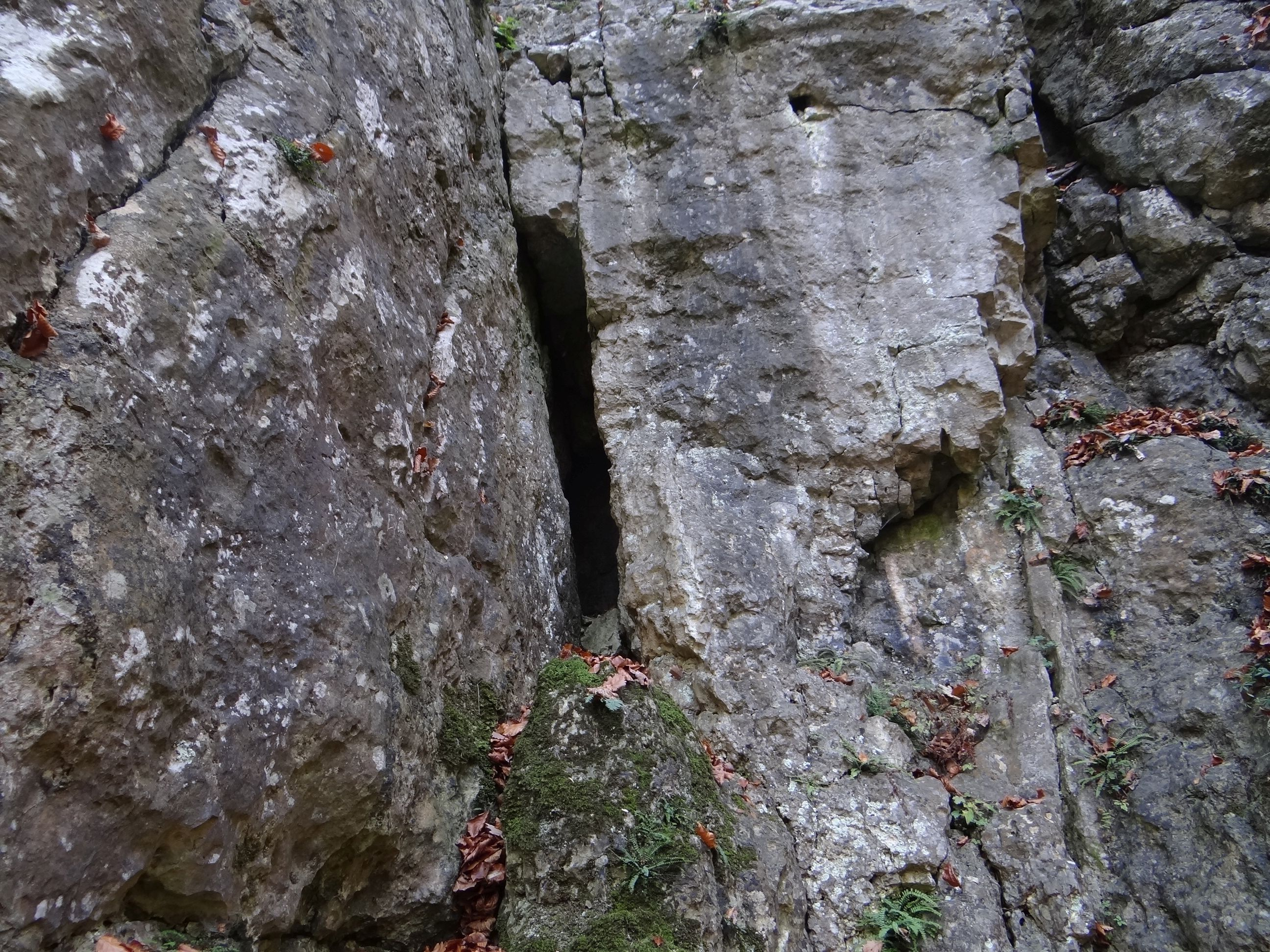

## Opis obiektu
Znajduje się w głównej grupie Panieńskich Skał. Ma postać pionowej, wysokiej i wąskiej szczeliny, stopniowo zwężającej się w głąb skały. Można nią wejść na długość 3,5 m.
Szczelina powstała w wapieniach skalistych z jury późnej. Jest w całości oświetlona światłem słonecznym i sucha. nacieków brak, Namulisko ubogie, przy otworze próchniczno-gliniaste, głębiej tylko skalisty spąg. W szczelinie rosną glony miechera Bessera Neckera besseri i miechera spłaszczona Neckera complanata.
Schronisko znane było od dawna. Po raz pierwszy zaznaczył go T. Fischer na szkicu Panieńskich Skał w 1938 roku. Dokumentację opracowali J. Baryła, M. Pruc i P. Malina w październiku 1999 r. Plan sporządził M. Pruc.
W odległości 4 m po lewej stronie (patrząc od dołu) znajduje się w Tunelik w Panieńskich Skałach, a w odległości 3 m na prawo Wnęka w Panieńskich Skałach i zaraz za nią Kominek w Panieńskich Skałach.